# Rhaphiptera punctulata
Rhaphiptera punctulata es una especie de escarabajo longicornio del género Rhaphiptera, tribu Pteropliini, subfamilia Lamiinae. Fue descrita científicamente por Thomson en 1868.

## Descripción
Mide 22-25 milímetros de longitud.

## Distribución
Se distribuye por Brasil.